# イタリアのサッカー選手一覧
イタリアのサッカー選手一覧（イタリアのサッカーせんしゅいちらん）は、イタリア出身のサッカー選手の一覧である。Category:イタリアのサッカー選手も参照。
この項目はCategoryではないので、記事の無い選手については赤リンクや仮リンク、簡単な説明の併記なども可能。

## GK
- エンリコ・アルベルトージ
- ディノ・ゾフ
- ワルテル・ゼンガ (1987-1992)
- ジャンルカ・パリュウカ (1991-1998)
- ステファノ・タッコーニ (1987-1991)
- ジョヴァンニ・ガッリ (1982-1986)
- ルカ・マルケジャーニ (1992-1999)
- アンジェロ・ペルッツィ
- フランチェスコ・トルド
- ジャンルイジ・ブッフォン
- サルヴァトーレ・シリグ
- ジャンルイジ・ドンナルンマ

## DF
- ジョバンニ・トラパットーニ (1960-1964)
- チェーザレ・マルディーニ (1960-1963)
- ジャチント・ファッケッティ (1963-1977)
- ガエターノ・シレア (1975-1984)
- クラウディオ・ジェンティーレ
- フルビオ・コロバティ
- アントニオ・カブリーニ (1978-1987)
- ピエトロ・ヴィエルコウッド (1982-1993)
- ジュゼッペ・ベルゴミ (1982-1998)
- フランコ・バレージ (1982-1994)
- リカルド・フェッリ (1986-1992)
- チロ・フェラーラ (1987-2000)
- ルイジ・デ・アゴスティーニ (1987-1991)
- パオロ・マルディーニ (1988-2002)
- アレッサンドロ・コスタクルタ (1991-1998)
- アントニオ・ベナリーヴォ (1993-1997)
- マウロ・タソッティ (1992-1994)
- クリスティアン・パヌッチ
- マルコ・マテラッツィ
- ファビオ・カンナヴァーロ
- アレッサンドロ・ネスタ (1996-2006)
- マッシモ・オッド
- ジャンルカ・ザンブロッタ
- ファビオ・グロッソ
- アンドレア・バルザーリ
- ジョルジョ・キエッリーニ
- イグナツィオ・アバーテ
- ドメニコ・クリシート
- ダヴィデ・アストーリ
- レオナルド・ボヌッチ
- マッテオ・ダルミアン

## MF
- ガブリエレ・オリアリ
- ジャンニ・リベラ (1962-1974)
- ジャコモ・ブルガレッリ (1962-1968)
- ファビオ・カペッロ (1972-1976)
- ジャンカルロ・アントニョーニ (1974-1983)
- レナート・ザッカレッリ (1975-1980)
- マルコ・タルデッリ (1976-1985)
- ブルーノ・コンティ
- サルバトーレ・バーニ
- ジュゼッペ・ドッセーナ (1981-1987)
- カルロ・アンチェロッティ (1981-1991)
- ロベルト・ドナドーニ (1986-1996)
- フェルナンド・デ・ナポリ (1986-1992)
- ジュゼッペ・ジャンニーニ (1986-1991)
- ニコラ・ベルティ (1988-1995)
- マッシモ・クリッパ (1988-1996)
- ディノ・バッジョ (1991-1999)
- アルベリゴ・エヴァーニ (1991-1994)
- デメトリオ・アルベルティーニ (1991-2002)
- ディエゴ・フゼール (1993-2000)
- アントニオ・コンテ (1994-2000)
- ロベルト・ディ・マッテオ (1994-1998)
- アンジェロ・ディ・リービオ (1995-2002)
- ルイジ・ディ・ビアジョ
- ステファノ・フィオーレ
- マウロ・カモラネージ
- マッシモ・アンブロジーニ
- シモーネ・ペッロッタ
- ジェンナーロ・ガットゥーゾ
- アンドレア・ピルロ
- クリスティアン・マッジョ
- ティアゴ・モッタ
- ダニエレ・デ・ロッシ
- アルベルト・アクイラーニ
- マルコ・パローロ
- リッカルド・モントリーヴォ
- アントニオ・ノチェリーノ
- クラウディオ・マルキジーオ
- アントニオ・カンドレーヴァ

## FW
- フランチェスコ・グラツィアーニ
- サンドロ・マッツォーラ (1963-1974)
- パオロ・ロッシ (1977-1986)
- アレッサンドロ・アルトベッリ (1980-1988)
- ダニエレ・マッサーロ (1982-1994)
- アルド・セレーナ (1984-1990)
- ロベルト・マンチーニ (1984-1994)
- ジャンルカ・ヴィアッリ (1985-1992)
- ロベルト・バッジョ (1988-2004)
- サルヴァトーレ・スキラッチ (1990-1991)
- ジャンフランコ・ゾラ (1991-1997)
- ピエルルイジ・カジラギ (1991-1998)
- ジュゼッペ・シニョーリ (1992-1995)
- エンリコ・キエーザ (1996-2001)
- パオロ・モンテーロ
- クリスティアン・ヴィエリ
- フィリッポ・インザーギ
- アレッサンドロ・デル・ピエロ
- フランチェスコ・トッティ
- ルカ・トーニ
- アントニオ・ディ・ナターレ
- ヴィンチェンツォ・イアクインタ
- アルベルト・ジラルディーノ
- アントニオ・カッサーノ
- ファビオ・クアリアレッラ
- ジャンパオロ・パッツィーニ
- エマヌエレ・ジャッケリーニ
- パブロ・オスバルド
- セバスティアン・ジョヴィンコ
- ジュゼッペ・ロッシ
- アレッシオ・チェルチ
- チーロ・インモービレ
- マリオ・バロテッリ
- フェデリコ・ベルナルデスキ
- アンドレア・ベロッティ
- フェデリコ・キエーザ